# Monumento a las Batallas de las Navas de Tolosa y Bailén
El Monumento a las Batallas es un monumento conmemorativo de las grandes batallas acaecidas en la provincia de Jaén, la Batalla de las Navas de Tolosa y la Batalla de Bailén. Se encuentra en la capital provincial, en el centro de la Plaza de las Batallas, en el Paseo de la Estación, frente al Parque de la Concordia y a la Subdelegación del Gobierno.

## Batallas que se conmemoran
Su nombre se debe a que conmemora dos batallas transcendentales: 
- Batalla de Las Navas de Tolosa, aunque en realidad tuvo lugar en Santa Elena, los almohades de Marrakech cruzaron el estrecho y se enfrentaron a los cristianos.
- Batalla de Bailén, el general Castaños venció a los ejércitos franceses dirigidos por el mariscal Dupont. Lo cual dejó en evidencia el mito de la invencibilidad de Napoleón Bonaparte. El resultado de esta batalla fue la independencia para los españoles y un desprestigio para los franceses.

|                                 |
| Batalla de Las Navas de Tolosa. |

|                                 |
| Poema de Bernardo López García. |

|                    |
| Batalla de Bailén. |

## Obra
El monumento es obra del escultor jienense Jacinto Higueras, que presentó la maqueta en la Exposición Nacional de 1910 y por el que recibió la medalla de plata por el grupo representativo de la Batalla de Bailén.
Consiste en un plinto trapezoidal, sobre el que se levanta un pedestal con dos relieves laterales en bronce, alusivos a ambas gestas. El de las Navas muestra un grupo de rotundos guerreros, con cuya masa parecen sugerir un movimiento de caballería pesada. Por el contrario, el de Bailén ofrece un dinamismo y anécdota mayor, propia de un concepto romántico de la escultura decimonónica.
Del centro arranca una columna palmiforme egipcia rematada en una Atenea-Niké, diosa helénica de la Victoria, esculpida de bronce con las alas desplegadas y personificando el Triunfo.
|  |  |

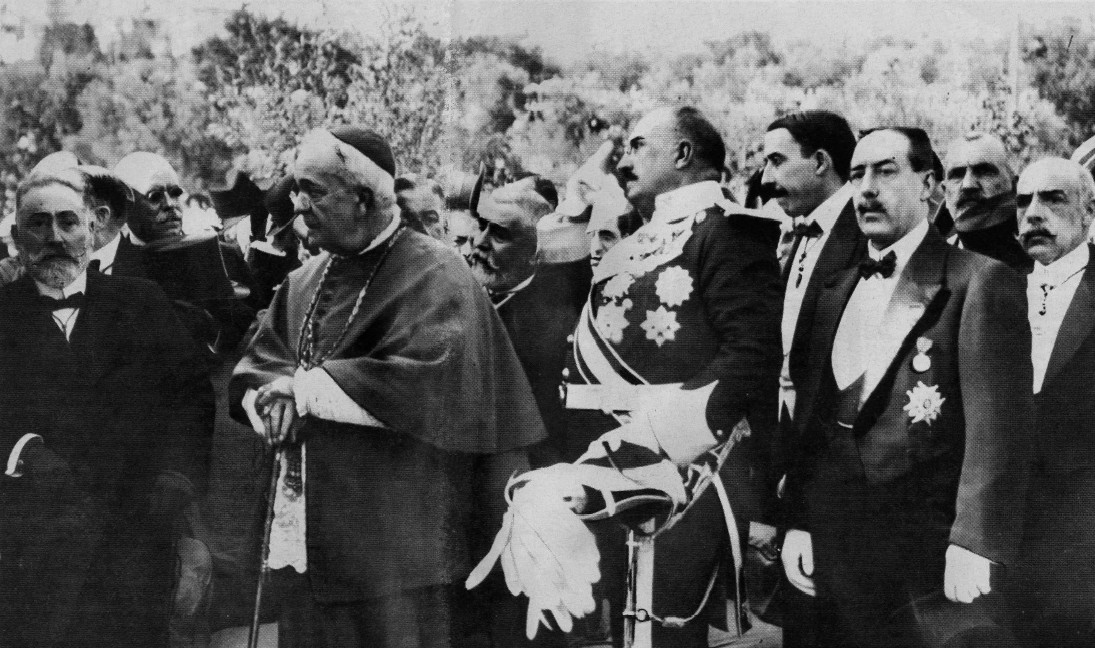
Foto del día de la inauguración.

El Monumento fue inaugurado el 20 de octubre de 1912. Ese mismo día a las diez de la mañana fue recibido en el Gobierno Civil José del Prado y Palacio, diputado en las Cortes y que acudió en representación de la Corona. Organizada la comitiva en la que tomaron parte las autoridades civiles, militares y eclesiásticas, se desfiló por la Plaza de Sagasta (actualmente San Francisco), Calle Bernabé Soriano y Paseo Alfonso XIII (el actual Paseo de la Estación). Desfilaron tocando las marchas militares las bandas municipales de Jaén y Linares.
Llegado al Monumento, José del Prado y Palacio hizo entrega al escultor Jacinto Higueras de la Cruz del Mérito Militar.
A continuación el obispo Juan Manuel Sanz y Saravia bendijo el monumento y acto seguido dio comienzo la misa en un altar instalado para la ocasión.

## Parque de la Concordia
El Parque de la Concordia,  llamado Parque de la Victoria hasta 2009 y cambiado por la Ley de Memoria Histórica, está situado junto a la Plaza de las Batallas, la idea original fue del médico Eloy Espejo y García, pero no se construyó hasta veinte años más tarde en el Plan de Ensanche de Luis Berges Martínez. Pretendía crear un espacio verde entre los dos grandes ejes de crecimiento de la ciudad.
El Ayuntamiento adquirió doscientas noventa y nueve hectáreas para realizarlo. El parque está constituido por cuatro paseos rectangulares y uno central cerrados en semicírculo por un paso de coches junto a los jardines. El agua es un elemento principal de la fuente rectangular acompañada de cinco fuente circulares.
En septiembre de 2009, en cumplimiento de la Ley de Memoria Histórica el Ayuntamiento de Jaén aprobó el cambio de nombre a Parque de la Concordia.